# United Kingdom National DNA Database

Estrutura de uma molécula de ADN.

A NDNAD, ou United Kingdom National DNA Database (Base Nacional de Dados de ADN do Reino Unido, em português) é uma base nacional de dados de ADN criada em 1995, no Reino Unido. No final do ano de 2005 já albergava perfis de ADN de cerca de 3.1 milhões de pessoas. Esta base de dados, que aumenta em cerca de 30,000 amostras todos os meses, é elaborada a partir de amostras recolhidas de locais de crime ou colhidas de suspeitos de crime. Na Inglaterra e no País de Gales qualquer pessoa detida e presa numa esquadra policial é obrigatoriamente sujeita a um processo de colheita de ADN.
Esta base de dados de ADN apenas armazena padrões de microssatélites e não a sequência completa do genoma. Actualmente os dez lócus do sistema SGM plus são analisados, resultando numa sequência de 20 números, sendo dois alelos repetidos de cada dez lócus. A amelogenina é utilizada para testar rapidamente o género do dador.
No entanto, amostras individuais de pele ou de sangue (que podem conter informação genética completa) são armazenadas, de forma permanente, e associadas ao perfil de ADN da base de dados. Como o ADN é hereditária esta base de dados também pode ser utilizada, indirectamente, na identificação de muitas outras pessoas relacionadas com um sujeito da base de dados. As amostras armazenadas podem se degradar, tornando-se inúteis, especialmente as obtidas com pincéis secos e hastes.
A NDNAD do Reino Unido é gerida pelo FSS, ou Forensic Science Service, contratado pelo Home Office. Entre Abril de 2000 e Março de 2005 foi financiada uma operação de expansão da base de dados de ADN por forma a abarcar todos os sujeitos criminosos activos conhecidos. Esta operação teve um custo superior a 300 milhões de libras esterlinas.

## Origem e função
A NDNAD foi criada em 1995 utilizando um sistema de criação de perfis de ADN designado por Second Generation Multiplex, ou SGM (designado por SGM+ DNA profiling system a partir de 1998). Todos os dados armazenados nesta base de dados são geridos por uma comité tripartido constituído pelo Home Office, a Association of Chief Police Officers (ACPO) e a Association of Police Authorities (APA). Este comité engloba também representantes independentes nomeados pela Human Genetics Commission. Os dados contidos nesta base de dados é pertença da autoridade policial que submeteu a amostra a análise. As amostras são armazenadas, de forma permanente, pelas companhias que as analisam, em troca de um pagamento anual.
Todos os prestadores de serviços forenses do Reino Unido, legalmente acreditados, podem aceder a esta base de dados. A NDNAD é a maior e mais ampla base de dados forense de ADN do mundo – abarcando 5,2% da população em comparação com os 0,5% verificados nos Estados Unidos.
Os dados armazenados na NDNAD são constituídos pelos dados demográficos das amostras e pelo perfil numérico de ADN. Os registos do NDNAD consistem de amostras individuais, de acordo com o Police and Criminal Evidence Act (1984), e de amostras recolhidas de locais de crimes não resolvidos (tais como sangue, sémen, saliva e material capilar e celular deixados em locais de crime).

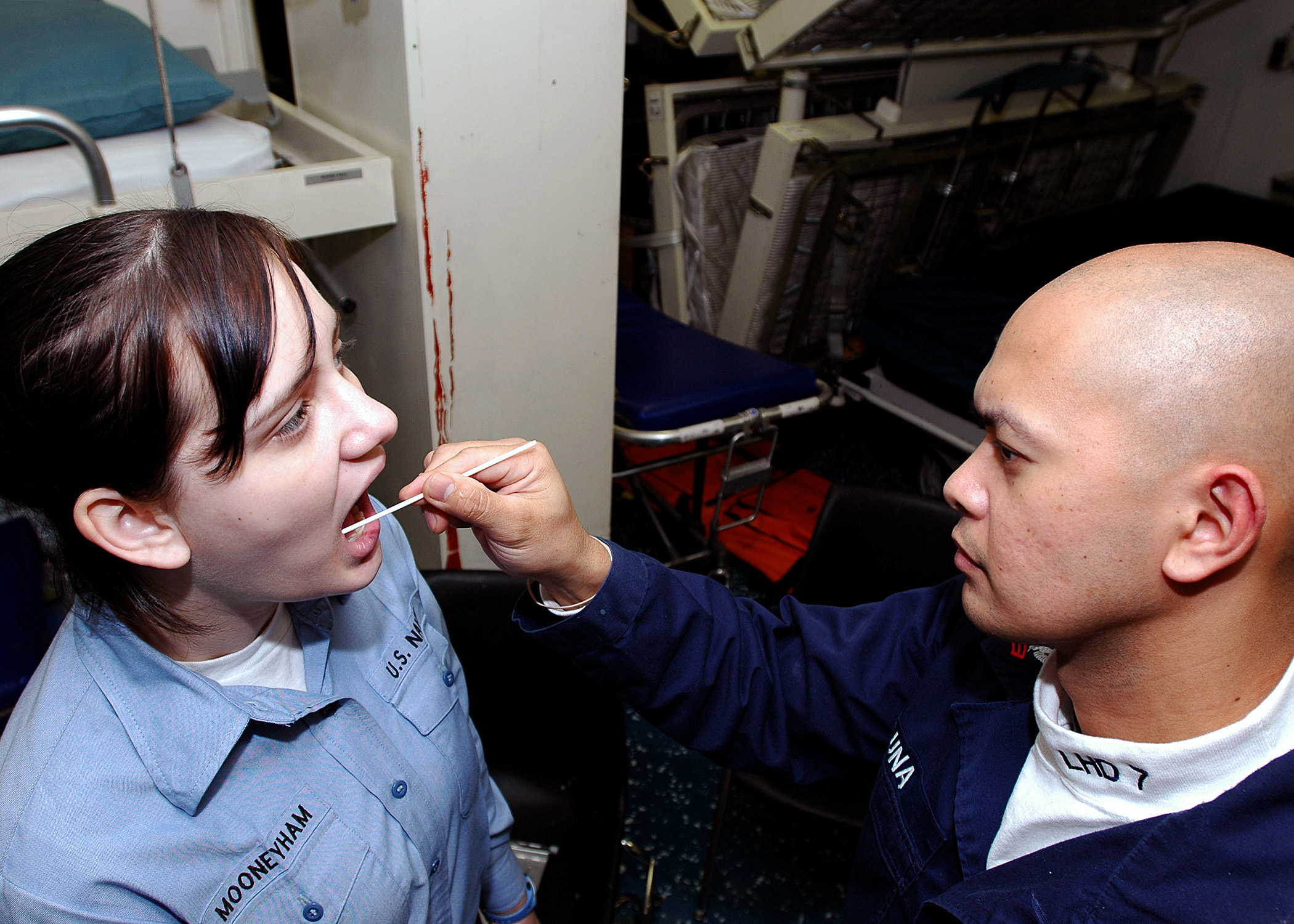
Recolha de uma amostra de ADN.

Sempre que um novo perfil é introduzido os registos da NDNAD automaticamente pesquisam por correspondências entre registos individuais e registos de crimes por resolver bem como entre registos de crimes por resolver e registos de crimes por resolver – relacionando pessoas a crimes e crimes a crimes. Correspondências entre indivíduos só são reportados para investigação separadamente quando um é pseudónimo do outro. Qualquer correspondência obtida através do NDNAD é reportada directamente à força policial que submeteu a amostra a análise. A NDNAD é amplamente reconhecida como uma ferramenta inteligente, devido à sua capacidade de auxiliar na resolução de crimes, passados e presentes. No entanto, o seu rápido crescimento nos anos mais recentes tem-se tornado controverso, devido ao facto de apenas algumas jurisdições permitirem a retenção permanente de ADN, recolhido de pessoas que não foram condenados por qualquer tipo de crime. Os cientistas podem realizar procuras especulativas nos casos em que o perfil de ADN recolhido não satisfaz as condições padrão para ser introduzido na NDNAD. Estas pesquisas podem originar muitas correspondências que, por sua vez, podem ser restritas através de dados demográficos.
As mais inovadoras abordagens apresentadas pelo Forensic Science Service centram-se na utilização de pesquisas por familiares. Este é um processo que pode ser realizado em relação a amostras de crimes não resolvidos em que o ADN de um suspeito pode não se encontrar na NDNAD  mas sim o de um parente próximo. Este método identifica potenciais familiares através da análise de perfis de ADN similares armazenados na base da dados. Novamente podem ser obtidos muitas correspondências que podem ser restritas recorrendo a dados demográficos. No entanto, esta técnica suscita preocupações sobre privacidade pois pode conduzir a que a polícia identifique casos de falsas paternidades.

## Transferência de controlo para a National Policing Improvement Agency em 2007
Em Abril de 2007 a responsabilidade pelos serviços da NDNAD foi transferida do Home Office para o NPIA, ou National Policing Improvement Agency.
O papel desta agência prende-se com a gestão das operações da base de dados, manutenção da integridade dos dados contidos nesta e supervisão dos serviços da NDNAD, por forma a garantir que opera em concordância com os padrões estabelecidos. Também é responsabilidade da NPIA o processo de acreditação de todos os laboratórios científicos que analisam amostras de ADN bem como a gestão do contracto para o funcionamento e manutenção da NDNAD.

### Matérias da base de dados

#### Inglaterra e País de Gales
Inicialmente apenas se procedia ao registo de amostras de criminosos julgados ou de suspeitos que aguardavam julgamento. O Criminal Justice and Police Act (2001) alterou esta realidade ao permitir a colheita de ADN de todos os suspeitos acusados de um crime, mesmo que fossem inocentados posteriormente. O Criminal Justice Act (2003) veio permitir que as amostras de ADN fossem recolhidas no momento da detenção por oposição ao momento em que o suspeito era acusado. Desde Abril de 2004, quando esta lei se tornou completamente funcional, qualquer pessoa detida, na Inglaterra e no País de Gales, sob suspeita de envolvimento em qualquer actividade criminosa (excepto crimes de menor gravidade) passou a ver amostras do seu ADN colhidas e armazenadas na base de dados, independentemente se serem acusadas, ou julgadas, posteriormente. No período compreendido entre 2005 e 2006, dados de 45.000 crimes obtiveram correspondências na NDNAD, incluindo 422 homicídios (voluntários e involuntários) e 645 casos de violação. No entanto, nem todas estas correspondências conduziram a acusações criminais e algumas corresponderam mesmo a pessoas inocentes presentes no local do crime. Os críticos do sistema argumentam que a decisão de manter um elevado número de pessoas inocentes na base de dados de ADN não aparenta ter produzido resultados no que concerne à probabilidade de resolução de um crime com recurso ao ADN.

#### Escócia
Neste país apenas são registadas amostras colhidas de criminosos condenados, ou pessoas aguardando julgamento, pese embora o facto de existir uma nova lei que permitirá o armazenamento de ADN de pessoas acusadas de ofensas de cariz sexual ou violento por um período de cinco anos após a sua absolvição.

#### Ilha de Man
As amostras de ADN colhidas dos locais de crime, pelo Constabulary Scientific Support Department da Ilha de Man , são enviadas para o Reino Unido para serem comparadas com os registos da base de dados. As amostras são adicionadas à base de dados sendo posteriormente retiradas caso o suspeito não seja condenado pelo crime.

#### Ilhas do Canal
As informações fornecidas pela polícia de Jersey e Guernsey são armazenadas na base de dados.

## Desafios Legais
O assunto da recolha de impressões digitais e amostras de ADN foi debatido num caso judicial julgado pelo Supremo Tribunal no dia 23 de Março de 2006. Uma professora acusada de agressão viu reconhecido o direito a ter os seus registos de ADN e impressões digitais eliminados. Estes registos haviam sido recolhidos enquanto ela se encontrava sob custódia, mas após o Crown Prosecution Service ter decidido não apresentar queixas contra ela. A professora deveria ter sido imediatamente libertada e, como tal, a sua subsequente detenção para recolha de amostras era ilegal sendo as mesmas obtidas sem cobertura legal apropriada. Caso as mesmas tivessem sido obtidas antes da decisão de não formar acusação seriam legais e poderiam ter sido armazenadas normalmente.

### Tribunal Europeu dos Direitos Humanos
A política de retenção indefinida das bases de dados de DNA irá ser analisada no seguimento de um precedente aberto por dois queixosos de Sheffield, o Sr. S e Michael Marper, ambos com amostras de ADN e registo de impressões digitais armazenados na base de dados. Os dois queixosos foram apoiados pelo grupo Liberty e pela organização Privacy International, uma organização não governamental, a quem foi permitido fazer breves submissões ao tribunal enquadrados com a figura jurídica amicus curiae.
S. era menor, com 11 anos de idade, quando foi detido e acusado por tentativa de roubo no dia 19 de Janeiro de 2001; foi considerado inocente alguns meses depois, no dia 14 de Junho de 2001. Michael Marper foi detida no dia 13 de Março de 2001 e acusado de assédio pelo seu companheiro; não foram apresentadas queixas devido ao facto de Marper e o seu companheiro se terem reconciliado antes da audiência preliminar.
Em Novembro de 2004 o Court of Appeal decidiu que a manutenção de pessoas acusadas, no entanto não condenadas – como S. e Michael Marper – era ilegal. Não obstante, foi feito um apelo para o Tribunal Europeu dos Direitos Humanos e o caso foi a julgamento no dia 27 de Fevereiro de 2008. No dia 4 de Dezembro de 2008, 17 juízes decidiram, por unanimidade, que ocorrera uma violação do Artigo 8 da Convenção Europeia dos Direitos Humanos, que se refere ao direito dos cidadãos a uma vida privada, e atribuída a quantia de 42.000 euros a cada queixoso. Os juízes argumentaram que a manutenção destas informações não poderia ser considerada como necessária numa sociedade democrática.
Na resposta a esta decisão o Home Office anunciou, em Maio de 2009, uma consultadoria com o objectivo de descortinar uma forma de cumprir com esta regra. O Home Office propôs a continuação da manutenção indefinida de perfis de ADN de pessoas condenadas por crimes mas defendeu a remoção de outros perfis após um período de seis a doze anos, dependendo da gravidade da ofensa. A prática de colher amostras de ADN aquando da detenção não foi afectada por esta decisão mas ainda não é claro se as novas políticas de retenção serão aplicadas às bases de dados de impressões digitais.

## Preocupações de privacidade
A base de dados de ADN do Reino Unido era a maior do mundo e levantou questões por parte de alguns quadrantes da sociedade relativamente à sua utilização e abrangência. A base de dados auxilia na resolução de crimes, e na perseguição a fugitivos, anos após o crime haver sido cometido. Os delitos registados incluem mendigar, encontrar-se embriagado e desordeiro e participar numa manifestação ilegal.  Muitas pessoas inocentes, incluindo crianças a partir da idade de dez anos, são detidas mas nunca acusadas de crimes, provando-se, posteriormente, que alguns destes crimes foram cometidos por outras pessoas. O Serious Organised Crime and Police Act (2005) veio introduzir ainda mais mudanças na autoridade policial em proceder a detenções sendo previsível que aumente o número de amostras introduzidas na NDNAD.
Levantou-se uma preocupação adicional concernente às 24.000 amostras recolhidas de crianças e jovens, com idades compreendidas entre os 10 e os 18 anos, que nunca foram condenados ou acusados de qualquer delito. A utilização da base de dados para efectuar pesquisas genéticas, sem consentimento dos próprios, também tem sido alvo de controvérsia bem como o armazenamento de amostras de ADN e informação sensível por parte das companhias comerciais que analisam estas informações para as forças policiais.
Atendendo aos problemas de privacidade, mas opondo-se à inutilidade da base de dados na identificação de criminosos, alguns sectores têm defendido a aplicação de um sistema em que os dados encriptados associados a uma amostra sejam geridos por uma terceira entidade, neutra, e só sejam revelados caso se verifique que a mostra recolhida do local do crime apresenta esse perfil de ADN. Esta abordagem tem sido defendida pelo inventor da impressão digital genética, Alec Jeffreys.
Outra ideia defendida é a existência de um intervalo temporal definido para o armazenamento de perfis de ADN, excepto no caso de pessoas condenadas por crimes sexuais, violentos ou graves. A organização GeneWatch UK lançou uma campanha em que apelava aos cidadãos para que reclamassem o seu ADN caso não fossem acusados ou condenados por um crime grave, bem como defendendo mais garantias no sentido de evitar um mau uso desta base de dados. A Human Genetics Comission argumentou que as amostras individuais de ADN deveriam ser destruídas após os perfis de ADN utilizados para identificação serem obtidos.
O Partido Liberal Democta acreditam que o ADN de pessoas inocentes não deveria ser armazenado na base de dados indefinidamente. Lançaram uma petição on-line, a nível nacional,  defendendo que apesar de acreditarem que o ADN é uma ferramenta vital na luta contra o crime, não existe uma razão legítima para a polícia reter para sempre os registos de ADN de pessoas inocentes. Em Novembro de 2007 revelaram estatísticas que demonstram que cerca de 150.000 crianças, com idade inferior a 16 anos, têm os seus dados nesta base de dados.
O Partido Conservador opõe-se à base de dados com a argumentação de que ainda não foi dada ao Parlamento oportunidade de votar esta matéria. Damian Green, anterior porta-voz para os assuntos internos do Tory, lançou um comunicado na imprensa, em Janeiro de 2006, afirmando que o preocupava o facto de o governo incluir na base de dados o ADN e impressões digitais de pessoas inocentes. Afirmou que se o governo pretendia construir uma base de dados com detalhes de todos os cidadãos, e não apenas de criminosos, deveria ser honesto e admiti-lo ao invés de tentar edificar uma base de dados universal de forma silenciosa.
Ironicamente, DamianGreen vê agora o seu perfil de ADN registado nessa mesma base de dados após ter sido detido, e posteriormente libertado, sem dedução de acusação no dia 27 de Novembro de 2008.
Uma sondagem realizada pela YouGov, publicada a 4 de Dezembro de 2006, indicou que 48% dos inquiridos desaprovavam a manutenção dos registos de ADN de pessoas que não fossem acusadas de nenhum crime ou, ainda que o fossem, viessem a ser consideradas inocentes. A percentagem de inquiridos que se manifestaram favoráveis à manutenção foi de 37%.
No início de 2007 cinco funcionários públicos foram detidos sob a acusação de espionagem industrial por, alegadamente, terem roubado informações de ADN desta base de dados e utilizado essa mesma informação para estabelecer uma empresa rival.
Em 2009 o Home Office'' efectuou uma consultadoria sobre a possibilidade de alargar os prazos de armazenamento de perfis de ADN para 12 anos, no caso de crimes mais graves, e para seis anos para os restantes crimes. De acordo com os números oficiais foram realizadas pesquisas suficientes (cerca de 2.5 triliões até 2009) no NDNAD para que, estatisticamente, pelo menos duas correspondências (probabilidade de uma num trilião, sob condições ideais) terem sido ao acaso. No entanto, dependendo de factores tais como o número de perfis incompletos e a presença de indivíduos geneticamente relacionados, a hipótese de correspondências ao acaso pode ser bastante superior. A posição oficial continua a ser a de que ainda não ocorreram correspondências ao acaso.
Em Julho de 2009 Lorraine Elliot, advogada, foi detida sob acusações de falsificação, o que rapidamente se provou ser falso. Procedeu-se à recolha e armazenamento do seu perfil de ADN. Foi inocentada das acusações um dia depois e completamente exonerada. Apesar disso, e não obstante o dito popularmente associado à base de dados de DNA (“Se não tens nada a esconder, não tens nada a temer.”) Lorraine Elliot perdeu o emprego (embora fosse completamente inocente de qualquer crime) quando se descobriu que o seu perfil de ADN estava armazenado na base de dados aquando da realização posterior de uma verificação de segurança de rotina. Apenas em 2010 conseguiu ver os seus dados removidos da NDNAD, pese o facto de o mal já estar feito.

## Demografia racial e controvérsia
A informação dos Censos, bem como as estatísticas do Home Office, indicam que quase 40% dos homens de raça negra têm o seu perfil de ADN armazenado nesta base de dados, comparativamente com 13% dos homens asiáticos e 9% de homens caucasianos.
A 6 de Julho de 2006 a Black Police Association exigiu a realização de um inquérito que averiguasse a razão porque a base de dados tem armazenada informação de 37% dos homens de raça negra mas menos de 10% dos homens de raça branca.
Em Novembro de 2006 preocupações similares foram expressas pelo Sunday Telegraph que descobriu que três em cada quatro jovens de raça negra tinham registo na base de dados de ADN.
De acordo com este jornal, cerca de 135.000 homens de raça negra, com idades compreendidas entre os 15 e os 34 anos, foram adicionados à base de dados de ADN até Abril de 2007, o equivalente a 77% da população negra jovem da Inglaterra e do País de Gales.
Por contraste, apenas 22% de jovens de raça branca, e 6% da população em geral, tinham registo nesta mesma base de dados.
Estes números foram confirmados pelo próprio relatório da Human Genetics Comission de 2009 intitulado “Nothing to hide, nothing to fear?” (“Nada a esconder, nada a temer?). O relatório, elaborado por uma entidade do governo britânico, confirmou que os dados de cerca de ¾ da população negra jovem, no escalão etário dos 18 aos 35 anos, estavam registados nesta base de dados.
A activista negra Matilda MacAttram, fundadora e directora da Black Mental Health, criticou esta desproporção de números, considerando que afectava as relações raciais no Reino Unido.
Os seus comentários surgiram após um comité parlamentar descobrir que quase uma em cada quatro crianças negras, com idades a partir dos dez anos, tinha o seu perfil registado na base de dados de ADN da policia. MacAttram descreveu estes dados como sendo perturbadores.
De acordo com as novas estatísticas obtidas pelo grupo Council for Responsible Genetics, quase 45.000 crianças negras da Inglaterra e País de Gales, com idades entre os 10 e os 17 anos, haviam sido adicionadas à base de dados nos últimos cinco anos. A contrastar com estas estatísticas, apenas haviam sido adicionados os perfis de menos de 10% de jovens brancos.
As explicações mais comummente apontadas para esta disparidade racial têm sido acusações de racismo policial e preconceito racial, como foi evidenciado pela reacção de Keith Vaz, presidente do comité seleccionado pelo Home Affairs, em Agosto de 2009, que afirmou que tal disparidade no tratamento de diferentes grupos étnicos irá conduzir a uma desintegração das relações comunitárias e a uma diminuição da confiança nas forças policiais.
Tais alegações foram negadas pela NPLA, ou National Policing Improvement Agency, que gere o base nacional de ADN. De acordo com esta agência a base de dados é uma ferramenta bem sucedida na luta contra o crime e faz notar que, entre Abril de 2009 e 28 de Janeiro de 2010, a base nacional de ADN produziu 174 correspondências em casos de homicídio, 468 em casos de violação e 27.168 correspondências relacionadas com outros crimes.
Esta agência afirma também que a base nacional de ADN continua a fornecer à polícia a ferramenta mais efectiva na prevenção e detecção de crimes desde o desenvolvimento da análise de impressões digitais, há mais de 100 anos atrás. Desde 1998, mais de 300,000 crimes foram detectados com a ajuda desta base de dados, assegurando ao público que, com recurso a esta ferramenta, é mais provável que os criminosos sejam levados à justiça.
O NPLA ressalva que, em 16 de Outubro de 2009, as estatísticas provavam que a base de ADN era constituída por 77,57% de pessoas “brancas do norte da Europa”, 2,06% de pessoas “brancas do sul da Europa”, 7,83% de pessoas de raça negra, 5,67% de asiáticos, 0,82% de pessoas provenientes do Médio Oriente, 0,69% de pessoas provenientes da China, Japão ou do sudoeste asiático e 5,365%  de localização desconhecida.
Estes números indicariam que a raça branca continuava a constituir a maioria dos perfis de ADN mas que grupos individuais dentro de comunidades étnicas apresentavam uma presença desproporcionada relativamente ao seu número.

## Expansão potencial da base de dados
A ideia de expandir a base de dados, por forma a cobrir toda a população do Reino Unido, tem reunido algum apoio bem como fortes críticas de peritos, tais como a Nuffield Council on Bioethics. Esta ideia tem sido rejeitada, pelo menos por agora, pelo governo do Reino Unido por ser impraticável e problemática para as liberdades civis. Apoiantes desta perspectiva incluem o juiz Stephen Seedley, alguns oficiais de polícia e Tony Blair que afirmou, em 2006, não ver nenhuma razão impeditiva ao registo e armazenamento do ADN de todos os cidadãos. Entre os oponentes à expansão incluem-se, entre outros, as organizações Reclaim your DNA, Council for Responsible Genetics e Liberty. Shami Chakrabarti, director da Liberty afirmou, em 2007, que uma base de dados de ADN que incluísse registos de todos os homens, mulheres e crianças era uma proposta arrepiante, raiada de indignidade, erro e abuso.